# 신상훈 (아이스하키 선수)
신상훈(辛相訓, 1993년 8월 1일~)은 대한민국의 아이스하키 선수로 포지션은 레프트윙과 센터이다. 아시아리그 아이스하키의 안양 한라 아이스하키단을 거쳐 현재 ECHL의 애틀랜타 글래디에이터스에서 활동하고 있다. 대한민국 국가대표팀의 일원으로 2018년 동계 올림픽에 참가했고, 아시안 게임에서 은메달 1개를 획득했다.

## 개인사
형인 신상우도 아이스하키 선수이다.